# Max Clevers

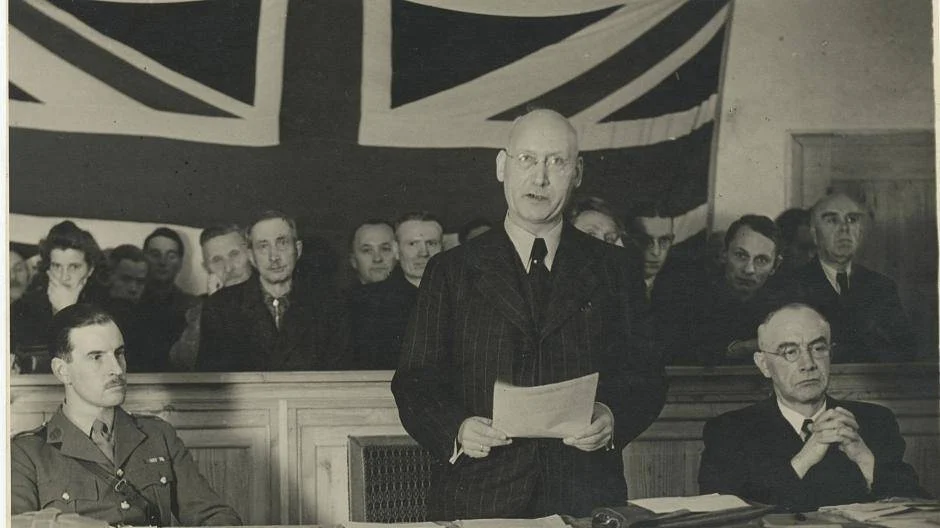
Max Clevers (stehend) bei der ersten Sitzung des frei gewählten Kreistages des Landkreises Kempen-Krefeld

 Max Clevers (* 6. Juli 1894 in Süchteln; † 31. Mai 1955 in Düsseldorf) war ein deutscher Kommunalpolitiker und ehrenamtlicher Landrat (CDU).

## Leben und Beruf
Nach dem Schulbesuch absolvierte er eine kaufmännische Ausbildung und war von 1923 bis 1955 bei den Bong'schen Mahlwerken in Süchteln als Prokurist tätig. Er war verheiratet und hatte zwei Kinder.
Dem Kreistag des ehemaligen Landkreises Kempen-Krefeld gehörte er vom 9. Juli 1946 bis zum 8. Dezember 1952 an. Vom 25. Oktober 1946 bis zum 16. November 1948 war Clevers Landrat des Landkreises Kempen-Krefeld. Dem Stadtrat der Stadt Süchteln gehörte er von 1945 bis 1948 an. Vom 15. Dezember 1945 bis zum 30. Januar 1947 war er Bürgermeister in Süchteln.